# 729全台大停電
729全臺大停電，是於1999年7月29日台灣本島絕大多數地區（台南以北）發生的大規模停電的事件。

## 背景
1945年後，台灣電力事業將大部分發展之資金挹注於電源的開發及發電廠的興建，尚未有足夠能力加強電力傳送所需的輸電線路；台灣電力公司雖於1989年就開始推動興建第三回路超高壓輸電幹線，可惜因鐵塔基地權難以取得，民眾強烈抗爭或要求高額回饋，地方政府杯葛等因素，遲遲無法完工，致使輸電網路容量擴建速度相對緩慢，電網壅塞程度嚴重；平時，台灣北部地區的負載需求高達1,075萬瓩以上，佔全台灣用電量45％。而當時台灣電力公司其北部地區的供電能力卻僅有674萬瓩，不足部份必須仰賴「南電北送」予以支援。在此情況下，每逢夏季用電尖峰時期，幾乎所有發電廠及輸電線路均呈滿載狀態，且發電備用容量率偏低（1998年僅為7.7％），整體輸網路益形脆弱，一旦發生機組跳脫或線路故障，幾乎無法彈性調度，致嚴重影響供電穩定與系統安全。

## 經過
1999年7月29日，台灣電力公司設於臺南縣左鎮鄉（今臺南市左鎮區），編號第326的輸電鐵塔傾斜，原因為連日豪雨致地基土壤流失。由於電力是由南向北傳送，中北部的各發電廠因保護機制而跳脫，進而引發全台計有五分之四以上之電廠因輸電系統低壓震盪而跳機，最終導致台南以北地區從當天晚間11點38分開始大規模停電。
1999年7月30日，無預警停電造成新竹科學園區半導體廠生產中斷損失二十幾億元，造成台北股市當天開盤重挫及下跌；交通方面，臺灣鐵路有五列行駛中電聯車因斷電被迫停擺於線上。中正國際機場（今臺灣桃園國際機場）和飛航服務總台因備有緊急發電電源及時發揮效果，機場運作和飛航管制不受影響；電信方面，重大交換機由柴油發電機維持七至十小時，各地區市內電話及行動電話系統尚可維持通訊。醫院方面，全台各大醫院由於均有自備緊急用電系統，對醫院運作並沒有造成太大影響。

## 事後
大停電發生前，由於興建輸電的鐵塔及變電所時經常遭民眾以電磁波受害和安全性等理由抗爭，以致台電公司南北超高壓第三迴路進度落後；大停電發生後，輿論的支持意外讓台電能夠排除民間抗爭壓力並加緊興建電路系統，於2002年6月完成該超高壓迴路。
1999年8月，時任民進黨籍立委蘇煥智、葉宜津與台灣環境保護聯盟合開記者會，表示此次事件不只是天災、更是人禍，也嚴正要求經濟部部長王志剛下台負起政治責任。

## 其他
- 2014年電視劇《16個夏天》第三集將此事件編入劇情中。
- 2004年電視劇《一樣的月光》第十七集將此事件編入劇情中。

## 延伸閱讀
- 民進黨立委要求王志剛下台為停電事件負責
- 大停電究責 立監委砲轟台電